# Canadian Forces Base Borden
Canadian Forces Base Borden är en militärbas i Kanada.   Den ligger i provinsen Ontario, i den sydöstra delen av landet, 400 km väster om huvudstaden Ottawa. 